# Heuvengracht
De Heuvengracht is een waterweg in de Nederlandse provincie Overijssel.
De Heuvengracht is een schakel in de vaarverbinding vanaf het Giethoornsche Meer door de Weerribben naar de Friese waterwegen. Het kanaal loopt vanaf de noordzijde van de Wetering naar de Kalenbergergracht. Op dit punt mondt ook de Heer van Diezenvaart - met een verbinding via de Roomsloot naar Blokzijl - uit in de Kalenbergergracht.